# クイズずばり知りたい
『クイズずばり知りたい』（クイズずばりしりたい）は、1989年10月9日から1990年3月26日までテレビ東京系列局で放送されていたテレビ東京製作のクイズ番組である。全22回。放送時間は毎週月曜 20:00 - 20:54 （日本標準時）。

## 番組概要
毎回1つのテーマに沿ってクイズを出題していた。

## 出演者

### 司会
- 渡辺徹
- 松居直美

### 解答者
- 上沼恵美子
- 野際陽子
- 舛添要一

| テレビ東京系列 月曜20:00枠                            | テレビ東京系列 月曜20:00枠                             | テレビ東京系列 月曜20:00枠                                   |
| 前番組                                                | 番組名                                                 | 次番組                                                       |
| ----------------------------------------------------- | ------------------------------------------------------ | ------------------------------------------------------------ |
| クイズ!宇宙船地球号 （1989年4月17日 - 1989年9月25日） | クイズずばり知りたい （1989年10月9日 - 1990年3月26日） | スペシャル90 （1990年4月9日 - 1991年3月23日） ※19:30 - 20:54 |

| スタブアイコン | サブスタブ | この項目は、まだ閲覧者の調べものの参照としては役立たない、テレビ番組に関連した書きかけの項目です。この項目を加筆・訂正などしてくださる協力者を求めています（P:テレビ/PJ:放送または配信の番組）。 |